# Geografia militar
Geografia militar é uma acepção para entender a esfera geopolítica dentro de um contexto militar.